# Regn (musikalbum)
Regn är ett studioalbum från 1993 av den svenske rockmusikern Staffan Hellstrand.
Albumet låg som högst på sjätte plats på den svenska albumlistan. Låtarna "Lilla fågel blå", "Grindvalarnas sång", "Stackars, stackars mej"  och "Vild"  gavs ut som singlar. 

## Låtlista
Musik och text av Staffan Hellstrand.
| Nr  | Titel                  | Längd | Notering                                                                                  |
| --- | ---------------------- | ----- | ----------------------------------------------------------------------------------------- |
| 1.  | Lilla fågel blå        | 4:41  |                                                                                           |
| 2.  | Juli                   | 2:55  |                                                                                           |
| 3.  | Grindvalarnas sång     | 4:45  |                                                                                           |
| 4.  | Katten går på tur      | 4:03  |                                                                                           |
| 5.  | Vild                   | 4:07  | Delar av texten är identisk med "Du & jag i en vinterstad" på Hellstrands album Starsång. |
| 6.  | Månens barn            | 3:25  |                                                                                           |
| 7.  | Hon bor i en kyrka     | 4:50  |                                                                                           |
| 8.  | Tillsammans            | 3:49  | Duett med Karin Wistrand.                                                                 |
| 9.  | Stackars, stackars mej | 3:25  |                                                                                           |
| 10. | En blomma i själen     | 3:18  |                                                                                           |
| 11. | Efter regnet           | 6:10  |                                                                                           |

## B-sidor
"Du är så olik", B-sidan till "Grindvalarnas sång", gavs åter ut på "uppsamlingsalbumet" Starsång 2001. Den har också spelats in av Sven-Ingvars på Nio liv. Låten "Regn", som var B-sida till "Stackars, stackars mej", är tidigare utgiven på albumet Svarta violer med Hellstrands tidigare band SH! 1986.

## Medverkande
- Staffan Hellstrand: sång, gitarr, piano, orgel
- Fredrik Blank: gitarr
- Matts Alsberg: bas
- Michael Carlson: bas
- Magnus Persson: trummor, slagverk
- Johan Nyström: trummor

Klas Gagge: cello och stråkarrangemang, Olle Holmqvist: trombon, Stefan Hultman: körsång, Lotta Johansson: fiol, Olov Johansson: nyckelharpa, Nils Landgren: trombon, Leif Lindvall: trumpet, Micke Lohse: orgel, Jalle Lorensson: munspel, Mikael Marin: viola, Johan Rothstein: körsång, Idde Schultz: körsång, Irma Schultz: körsång, David Wilczewski: tenorsaxofon, Karin Wistrand: sång och körsång, samt stråkmusiker ur Stockholms Filharmoniska Orkester

## Listplaceringar
| Lista (1993-1994) | Position |
| ----------------- | -------- |
| Sverige           | 6        |

### Fotnoter
1. ↑  Information i Svensk mediedatabas.
2. ↑  Information i Svensk mediedatabas.
3. ↑  Information i Svensk mediedatabas.
4. ↑  Information i Svensk mediedatabas.
5. ↑  Information i Svensk mediedatabas.
6. ↑  Listplacering